# Liste der Kulturdenkmale in Heiligenhafen
In der Liste der Kulturdenkmale in Heiligenhafen sind alle Kulturdenkmale der schleswig-holsteinischen Stadt Heiligenhafen (Kreis Ostholstein) und ihrer Ortsteile aufgelistet (Stand: 21. Juli 2025).

## Legende
In den Spalten befinden sich folgende Informationen:
- Objekt-ID: die Nummer des Kulturdenkmales
- Lage: die Adresse des Kulturdenkmales und die geographischen Koordinaten. Kartenansicht, um Koordinaten zu setzen. In der Kartenansicht sind Kulturdenkmale ohne Koordinaten mit einem roten Marker dargestellt und können in der Karte gesetzt werden. Kulturdenkmale ohne Bild sind mit einem blauen Marker gekennzeichnet, Kulturdenkmale mit Bild mit einem grünen Marker.
- Offizielle Bezeichnung: Bezeichnung des Kulturdenkmales
- Beschreibung: die Beschreibung des Kulturdenkmales
- Bild: ein Bild des Kulturdenkmales

## Sachgesamtheiten
| Objekt-ID      | Lage | Offizielle Bezeichnung    | Beschreibung | Bild                             |
| -------------- | --- | ------------------------- | --- | -------------------------------- |
| 51067          | Am Strande 4, 7a, 10-15, Achterstraße 31, 48, Brückstraße 36, Fischerstraße 30-36, Schlamerstraße 27 (54° 22′ 29″ N, 10° 58′ 33″ O)                                                                                                  | Flutmauer                 | Flutmauer; vor 1882; seeseitig geböschte Mauer aus 2 bis 4 lagig vermauerten Feldsteinen als Uferschutz - Begründung: geschichtlich, städtebaulich - Schutzumfang: Flutmauer Achterstraße 31, 48; Am Strande 4, 7a, 10-15; Brückstraße 36; Fischerstraße 30-36; Schlamerstraße 27 | BW                               |
| 2182 Wikidata  | Friedrich-Ebert-Straße 100, Eichholzweg 65, Eichholzweg, Fachklinik 1, 2, 3, 4, 5, 6, 7, 8, 9, 10, 11, 12, 13, 14, 15, 16, 17, 18, 19, 20, 21, 22, 23, 24, 25, 26, 27, 29, 30, 33, 34, Niobestraße 17 (54° 22′ 25″ N, 10° 57′ 29″ O) | ehem. Luftwaffenkaserne   | ehem. Luftwaffenkaserne; 1936-1938, Dipl. Ing. Architekt Störmer; Anlage mit Backsteinbauten im Heimatschutzstil in achsensymmetrischer Erschließung, Zugang in Ost-West-Richtung über die Hauptwachen, die ehem. Kommandantur an zentralem Rondell, von dem ausgehend eine V-förmige doppelte Straßenführung mit den ehem. Unterkunftsgebäuden der Mannschaften, im Westen am ehem. Exerzierplatz die ehem. Exerzierhalle, quer verlaufende Nord-Süd Achse exponiert in großzügiger Grünanlage mit historischer Wegeführung, in ihr befinden sich das ehem. Unteroffiziersheim und das ehem. Lehrsaal- und Offizierskasinogebäude in repräsentativer Ausrichtung auf die Ostsee. Technische Gebäude wie das Heizkraftwerk, das Garagen- und Werkstattgebäude in Randbereichen der Anlage, an der nördlichen Einfriedung die hölzerne Nebenwache, nordöstlich der Anlage das ehem. Wohnhaus des Kommandanten - Begründung: geschichtlich, künstlerisch, städtebaulich - Schutzumfang: Unterkunftsgebäude (Fachklinik 1, 2, 3, 4, 5, 6, 7, 8, 9, 10, 11, 12, 13, 14, 15, 16, 17, 18, 19, 20, 21, 22), ehem. Kommandantur (Fachklinik 23), ehem. Lehrsaalgebäude und Offizierskasino (Fachklinik 24), ehem. Unteroffiziersheim (Wirtschaftsgebäude Süd) (Fachklinik 25), Hauptwache Nord (Fachklinik 26), Hauptwache Süd (Fachklinik 27), Heizwerk (Fachklinik 29), ehem. Exerzierhalle (Fachklinik 30), Garagengebäude (Fachklinik 33), Werkstattgebäude (Fachklinik 34), Nebenwache (Eichholzweg 65), Außenanlagen (Friedrich-Ebert-Straße 100), Wohnhaus (Niobestraße 17), Einfriedung (Eichholzweg) | weitere Fotos \| Fotos hochladen |
| 40722 Wikidata | Kirchenstraße 5, Hafenstraße, Thulboden 13a, Thulboden u.a. (54° 22′ 22″ N, 10° 58′ 50″ O) | Stadtkirche Heiligenhafen | Stadtkirche Heiligenhafen; im Zentrum der historischen Altstadt gelegenes Ensemble aus der im Kern gotischen Stadtkirche mit hochwertiger Ausstattung, dem umgebenden Kirchhof mit den Grabmalen bis 1870, der Familiengruft Kock mit Obelisk, dem backsteinernen Kirchhofstor aus dem 18. Jahrhundert, der nördlichen Treppe zum Kirchhof wie auch dem Lindenkranz und der nordwestlichen Feldsteinböschungsmauer sowie dem ehem. Pfarrhaus von 1840 und der südöstlichen Einfriedung - Begründung: geschichtlich, künstlerisch, städtebaulich - Schutzumfang: Stadtkirche mit Ausstattung, Kirchhof mit Kirchhofstor, Grabmalen bis 1870, Gruft Kock mit Obelisk, Lindenkranz, Feldsteinböschungsmauer (Kirchenstraße 5), Treppe zum Kirchhof (Hafenstraße); ehem. Pfarrhaus (Thulboden 13 a); Einfriedung (Thulboden, Poststraße) | weitere Fotos \| Fotos hochladen |

## Mehrheit von baulichen Anlagen
| Objekt-ID      | Lage | Offizielle Bezeichnung       | Beschreibung | Bild                             |
| -------------- | --- | ---------------------------- | --- | -------------------------------- |
| 51062          | Achterstraße 5, 7, 9, 14-16, 18 (54° 22′ 24″ N, 10° 58′ 31″ O)                                                                                    | Baugruppe Achterstraße       | Baugruppe Achterstraße, Heiligenhafen; 18. / 19. Jahrhundert; Ensemble eingeschossiger Bauten mit Backsteinfassaden des 19. Jahrhunderts - Begründung: geschichtlich, städtebaulich - Schutzumfang: Wohnhäuser Achterstraße 7, 9, 14-16, 18; ehem. Wohn- und Wirtschaftsgebäude Achterstraße 5                                                                                               | BW                               |
| 37415 Wikidata | Am Gallenkamp 1, 1a, 3, 3a, 5, 6, Friedrich-Ebert-Straße 44, 46, 48, 50, Niobestraße 10, 12, Wildkoppelweg 5, 7, 9 (54° 22′ 23″ N, 10° 57′ 54″ O) | Rote Siedlung                | 13 Mehrfamilienhäuser mit jeweils vier Wohneinheiten, sog. „Rote Siedlung“, 1938 bis 1939 errichtet - Begründung: geschichtlich, städtebaulich - Schutzumfang: Wohnhäuser Am Gallenkamp 1, 1a, 3, 3a, 5, 6, Friedrich-Ebert-Straße 44, 46, 48, 50, Niobestraße 10, 12, Wildkoppelweg 5, 7, 9                                                                                                 | BW                               |
| 50974          | Bergstraße 29, 31, 33 (54° 22′ 19″ N, 10° 58′ 32″ O)                                                                                              | Wohnhäuser Bergstraße 29-33  | Wohnhäuser Bergstraße 29-31; 19. Jahrhundert; Ensemble zweier Backsteingebäude mit Backsteinfassaden des Historismus, unterschiedliche Dachformen - Begründung: geschichtlich, städtebaulich - Schutzumfang: Wohnhäuser Bergstraße 29, 31 | BW                               |
| 24199 Wikidata | Graswarder 4, 5, 7, 8, 9, 11, 12, 13, 14, 15, 16, 17, 18, 19, Graswarder (54° 22′ 44″ N, 10° 58′ 45″ O)                                           | Strandhaus-Gruppe Graswarder | Aktualisierung vorgesehen - Begründung: geschichtlich, künstlerisch, städtebaulich, Kulturlandschaft prägend - Schutzumfang: Strandhäuser Graswarder 4, 5, 7, 8, 9, 11, 12, 13, 14, 15, 16, 17, 18, 19; Sandweg | weitere Fotos \| Fotos hochladen |
| 50973          | Baugruppe Thulboden 11-11a (54° 22′ 21″ N, 10° 58′ 50″ O)                                                                                         | Baugruppe Thulboden 11-11a   | Baugruppe Thulboden 11-11a; Mitte 19. Jahrhundert und 1904; kleines Ensemble zweier Gebäude am Thulboden südlich der Kirche, die den nordwestlichen Aufgang zum Kirchhof querenden Weg flankieren, beide mit breiter Front der Straße Thulboden zugewandt - Begründung: geschichtlich, städtebaulich - Schutzumfang: Wohnhaus (Thulboden 11), ehem. Sparkasse (Heimatmuseum) (Thulboden 11a) | BW                               |
| 50994          | Thulboden 17, 19 (54° 22′ 20″ N, 10° 58′ 57″ O)                                                                                                   | Bürgerhäuser Thulboden 17–19 | Bürgerhäuser Thulboden 17-19; 18. /19. Jahrhundert; Ensemble zweier repräsentativer Bürgerhäuser, vom Bürgersteig durch kleine Vorgartenstreifen abgesetzt und erhöht gelegen, beide mit Schweifgiebeln, unterschiedliche Dachformen - Begründung: geschichtlich, städtebaulich - Schutzumfang: Wohnhäuser Thulboden 17, 19                                                                  | Fotos hochladen                  |

## Bauliche Anlagen
| Objekt-ID      | Lage                                                | Offizielle Bezeichnung                            | Beschreibung | Bild                             |
| -------------- | --------------------------------------------------- | ------------------------------------------------- | --- | -------------------------------- |
| 50970          | Achterstraße (54° 22′ 24″ N, 10° 58′ 32″ O)         | Straßenpflaster                                   | Straßenpflaster; Straßenbild prägende Pflasterung aus GranitGroßpflaster auf der Fahrbahn und Pflasterung mit Lesesteinen auf den Gehwegen - Begründung: geschichtlich, städtebaulich - Schutzumfang: Straßenpflaster, - Denkmaltyp: Bauliche Anlage | BW                               |
| 40786 Wikidata | Am Hafen (54° 22′ 24″ N, 10° 58′ 59″ O)             | Ehemaliges Marinearsenal                          | Speichergebäude; Ende 19. Jh., seit dem frühen 20. Jh. als kaiserliches Marinearsenal genutzt; schlichter, eingeschossiger Ziegelbau mit hohem Drempel unter flachem Satteldach, zweiflügelige Tore in Nord- und Südfassade sowie an der abgeschrägten nordwestlichen Gebäudeecke, im Süden eine über die Trauflinie hinausreichende und übergiebelte Ladeluke, Wandvorlagen im Drempelgeschoss und umlaufendes Kaffgesims mit Zierfries in Geschosshöhe - Begründung: geschichtlich, städtebaulich - Schutzumfang: gesamtes Objekt - Denkmaltyp: Bauliche Anlage | BW                               |
| 39333 Wikidata | Am Hafen (54° 22′ 26″ N, 10° 58′ 56″ O)             | Ehemalige Seenot-Rettungsstation                  | ehem. Seenot-Rettungsstation; 1900, Bauherr Deutsche Gesellschaft zur Rettung Schiffbrüchiger; eingeschossiger Ziegelbau mit Satteldach, zwei große Tore mit Segmentbogen auf der Giebelseite, Lisenengliederung und verschiedene Zierfriese - Begründung: geschichtlich, städtebaulich - Schutzumfang: gesamtes Objekt - Denkmaltyp: Bauliche Anlage | weitere Fotos \| Fotos hochladen |
| 369            | Am Ufer 2 (54° 22′ 15″ N, 10° 59′ 18″ O)            | Villa Petersen                                    | Villa Petersen; 1902–03; prächtiger eingeschossiger Putzbau des Späthistorismus mit zweigeschossigem Schaugiebel über der westlichen Fassadenhälfte, schiefergedecktes Mansardwalmdach; Einfriedung - Begründung: geschichtlich, städtebaulich - Schutzumfang: Villa Petersen, Einfriedung - Denkmaltyp: Bauliche Anlage | Fotos hochladen                  |
| 31699          | Brückstraße 5 (54° 22′ 23″ N, 10° 58′ 46″ O)        | Wohn- und Geschäftshaus                           | Wohn- und Geschäftshaus; wohl erste Hälfte 19. Jahrhundert; spätklassizistisches, doppelgeschossiges Backsteingebäude von fünf Achsen mit Gurtbandgesims, Walmdach - Begründung: geschichtlich, städtebaulich - Schutzumfang: gesamtes Objekt - Denkmaltyp: Bauliche Anlage | BW                               |
| 33815 Wikidata | Fachklinik 23 (54° 22′ 23″ N, 10° 57′ 43″ O)        | ehem. Kommandantur                                | ehem. Kommandantur; 1936-1938, Architekt Dipl. Ing. Störmer; zweigeschossiger Backsteinriegel, traufständig zum Vorplatz ausgerichtet, Eingang mit Präsentationsaltan, Satteldach - Begründung: geschichtlich, künstlerisch, städtebaulich - Schutzumfang: gesamtes Objekt - Denkmaltyp: Bauliche Anlage, Sachgesamtheit: ehem. Luftwaffenkaserne | BW                               |
| 33816          | Fachklinik 24 (54° 22′ 24″ N, 10° 57′ 28″ O)        | ehem. Lehrsaalgebäude und Offizierskasino         | ehem. Lehrsaalgebäude und Offizierskasino; 1936-1938, Architekt Dipl. Ing. Störmer; ein- bis zweigeschossiges dreiflügeliges Backsteingebäude im Heimatschutzstil, Satteldach mit Schleppgaubenreihe - Begründung: geschichtlich, künstlerisch, städtebaulich - Schutzumfang: gesamtes Äußeres - Denkmaltyp: Bauliche Anlage, Sachgesamtheit: ehem. Luftwaffenkaserne | BW                               |
| 33817 Wikidata | Fachklinik 25 (54° 22′ 19″ N, 10° 57′ 28″ O)        | ehem. Unteroffiziersheim (Wirtschaftsgebäude Süd) | ehem. Unteroffiziersheim; 1936-1938, Architekt Dipl. Ing. Störmer; eingeschossiger Backsteinriegel im Heimatschutzstil mit Souterraingeschoss, bündige, gesprosste Kastenfenster, Satteldach mit Schleppgaubenreihe - Begründung: geschichtlich, künstlerisch, städtebaulich - Schutzumfang: gesamtes Objekt - Denkmaltyp: Bauliche Anlage, Sachgesamtheit: ehem. Luftwaffenkaserne | BW                               |
| 33821          | Fachklinik 30 (54° 22′ 23″ N, 10° 57′ 5″ O)         | ehem. Exerzierhalle                               | ehem. Exerzierhalle; 1936-1938, Architekt Dipl. Ing. Störmer; eingeschossiger Backsteinbau mit raumhohen Kastensprossenfenstern an der Nordfront zum ehem. Exerzierplatz, Walmdach - Begründung: geschichtlich, künstlerisch, städtebaulich - Schutzumfang: gesamtes Äußeres - Denkmaltyp: Bauliche Anlage, Sachgesamtheit: ehem. Luftwaffenkaserne | weitere Fotos \| Fotos hochladen |
| 35165          | Fischerstraße 1 a (54° 22′ 22″ N, 10° 58′ 35″ O)    | Wohnhaus                                          | Wohnhaus; 1928; eingeschossiges, giebelständiges Backsteinhaus im Heimatschutzstil mit Treppengiebel, Satteldach - Begründung: geschichtlich, städtebaulich - Schutzumfang: gesamtes Objekt - Denkmaltyp: Bauliche Anlage | BW                               |
| 24198 Wikidata | Graswarder 4 (54° 22′ 44″ N, 10° 58′ 45″ O)         | Strandhaus                                        | Alteintragung (Aktualisierung vorgesehen) - Begründung: geschichtlich, künstlerisch, städtebaulich, Kulturlandschaft prägend - Schutzumfang: gesamtes Objekt - Denkmaltyp: Bauliche Anlage, Mehrheit von baulichen Anlagen: Strandhaus-Gruppe Graswarder | weitere Fotos \| Fotos hochladen |
| 12531 Wikidata | Graswarder 5 (54° 22′ 43″ N, 10° 58′ 47″ O)         | Strandhaus                                        | Alteintragung (Aktualisierung vorgesehen) - Begründung: geschichtlich, künstlerisch, städtebaulich, Kulturlandschaft prägend - Schutzumfang: gesamtes Objekt - Denkmaltyp: Bauliche Anlage, Mehrheit von baulichen Anlagen: Strandhaus-Gruppe Graswarder | weitere Fotos \| Fotos hochladen |
| 10275 Wikidata | Graswarder 7 (54° 22′ 42″ N, 10° 58′ 45″ O)         | Strandhaus                                        | Alteintragung (Aktualisierung vorgesehen) - Begründung: geschichtlich, künstlerisch, städtebaulich, Kulturlandschaft prägend - Schutzumfang: gesamtes Objekt - Denkmaltyp: Bauliche Anlage, Mehrheit von baulichen Anlagen: Strandhaus-Gruppe Graswarder | weitere Fotos \| Fotos hochladen |
| 10084 Wikidata | Graswarder 8 (54° 22′ 41″ N, 10° 58′ 45″ O)         | Strandhaus                                        | Alteintragung (Aktualisierung vorgesehen) - Begründung: geschichtlich, künstlerisch, städtebaulich, Kulturlandschaft prägend - Schutzumfang: gesamtes Objekt - Denkmaltyp: Bauliche Anlage, Mehrheit von baulichen Anlagen: Strandhaus-Gruppe Graswarder | weitere Fotos \| Fotos hochladen |
| 11228 Wikidata | Graswarder 9 (54° 22′ 40″ N, 10° 58′ 45″ O)         | Strandhaus                                        | Alteintragung (Aktualisierung vorgesehen) - Begründung: geschichtlich, künstlerisch, städtebaulich, Kulturlandschaft prägend - Schutzumfang: gesamtes Objekt - Denkmaltyp: Bauliche Anlage, Mehrheit von baulichen Anlagen: Strandhaus-Gruppe Graswarder | weitere Fotos \| Fotos hochladen |
| 10274 Wikidata | Graswarder 11 (54° 22′ 41″ N, 10° 58′ 47″ O)        | Strandhaus                                        | Alteintragung (Aktualisierung vorgesehen) - Begründung: geschichtlich, künstlerisch, städtebaulich, Kulturlandschaft prägend - Schutzumfang: gesamtes Objekt - Denkmaltyp: Bauliche Anlage, Mehrheit von baulichen Anlagen: Strandhaus-Gruppe Graswarder | weitere Fotos \| Fotos hochladen |
| 12529 Wikidata | Graswarder 12 (54° 22′ 42″ N, 10° 58′ 47″ O)        | Strandhaus                                        | Alteintragung (Aktualisierung vorgesehen) - Begründung: geschichtlich, künstlerisch, städtebaulich, Kulturlandschaft prägend - Schutzumfang: gesamtes Objekt - Denkmaltyp: Bauliche Anlage, Mehrheit von baulichen Anlagen: Strandhaus-Gruppe Graswarder | weitere Fotos \| Fotos hochladen |
| 12530 Wikidata | Graswarder 13 (54° 22′ 43″ N, 10° 58′ 48″ O)        | Strandhaus                                        | Alteintragung (Aktualisierung vorgesehen) - Begründung: geschichtlich, künstlerisch, städtebaulich, Kulturlandschaft prägend - Schutzumfang: gesamtes Objekt - Denkmaltyp: Bauliche Anlage, Mehrheit von baulichen Anlagen: Strandhaus-Gruppe Graswarder | BW                               |
| 12528 Wikidata | Graswarder 14 (54° 22′ 44″ N, 10° 58′ 48″ O)        | Strandhaus                                        | Alteintragung (Aktualisierung vorgesehen) - Begründung: geschichtlich, künstlerisch, städtebaulich, Kulturlandschaft prägend - Schutzumfang: gesamtes Objekt - Denkmaltyp: Bauliche Anlage, Mehrheit von baulichen Anlagen: Strandhaus-Gruppe Graswarder | weitere Fotos \| Fotos hochladen |
| 12527 Wikidata | Graswarder 15 (54° 22′ 44″ N, 10° 58′ 47″ O)        | Strandhaus                                        | Alteintragung (Aktualisierung vorgesehen) - Begründung: geschichtlich, künstlerisch, städtebaulich, Kulturlandschaft prägend - Schutzumfang: gesamtes Objekt - Denkmaltyp: Bauliche Anlage, Mehrheit von baulichen Anlagen: StrandhausGruppe Graswarder | weitere Fotos \| Fotos hochladen |
| 12526 Wikidata | Graswarder 16 (54° 22′ 45″ N, 10° 58′ 49″ O)        | Strandhaus                                        | Alteintragung (Aktualisierung vorgesehen) - Begründung: geschichtlich, künstlerisch, städtebaulich, Kulturlandschaft prägend - Schutzumfang: gesamtes Objekt - Denkmaltyp: Bauliche Anlage, Mehrheit von baulichen Anlagen: Strandhaus-Gruppe Graswarder | weitere Fotos \| Fotos hochladen |
| 11229 Wikidata | Graswarder 17 (54° 22′ 46″ N, 10° 58′ 51″ O)        | Strandhaus                                        | Alteintragung (Aktualisierung vorgesehen) - Begründung: geschichtlich, künstlerisch, städtebaulich, Kulturlandschaft prägend - Schutzumfang: gesamtes Objekt - Denkmaltyp: Bauliche Anlage, Mehrheit von baulichen Anlagen: Strandhaus-Gruppe Graswarder | weitere Fotos \| Fotos hochladen |
| 12525 Wikidata | Graswarder 18 (54° 22′ 46″ N, 10° 58′ 52″ O)        | Strandhaus                                        | Alteintragung (Aktualisierung vorgesehen) - Begründung: geschichtlich, künstlerisch, städtebaulich, Kulturlandschaft prägend - Schutzumfang: gesamtes Objekt - Denkmaltyp: Bauliche Anlage, Mehrheit von baulichen Anlagen: Strandhaus-Gruppe Graswarder | weitere Fotos \| Fotos hochladen |
| 24197 Wikidata | Graswarder 19 (54° 22′ 47″ N, 10° 58′ 53″ O)        | Strandhaus                                        | Alteintragung (Aktualisierung vorgesehen) - Begründung: geschichtlich, künstlerisch, städtebaulich, Kulturlandschaft prägend - Schutzumfang: gesamtes Objekt - Denkmaltyp: Bauliche Anlage, Mehrheit von baulichen Anlagen: Strandhaus-Gruppe Graswarder | weitere Fotos \| Fotos hochladen |
| 3084 Wikidata  | Hafenstraße (54° 22′ 23″ N, 10° 58′ 51″ O)          | Alter Salzspeicher                                | Alteintragung (Aktualisierung vorgesehen) - Begründung: geschichtlich, wissenschaftlich, städtebaulich - Schutzumfang: gesamtes Äußeres - Denkmaltyp: Bauliche Anlage | weitere Fotos \| Fotos hochladen |
| 3085 Wikidata  | Hafenstraße 17 (54° 22′ 22″ N, 10° 59′ 2″ O)        | Hotel Stadt Hamburg                               | Alteintragung (Aktualisierung vorgesehen) - Begründung: geschichtlich, künstlerisch, städtebaulich - Schutzumfang: gesamtes Äußeres - Denkmaltyp: Bauliche Anlage | Fotos hochladen                  |
| 41735          | Hafenstraße 43 (54° 22′ 19″ N, 10° 59′ 13″ O)       | ehem. Bahnhof                                     | ehem. Bahnhof; 1897; als Kopfbahnhof der Strecke Oldenburg-Heiligenhafen im Januar 1898 in Betrieb genommen, malerischer Kleinstadtbahnhof aus mehreren ein- bis zweigeschossigen Baukuben aus Backstein mit Fachwerkobergeschossen (Schiefer verkleidet), Schopfwalmdächer - Begründung: geschichtlich, städtebaulich - Schutzumfang: gesamtes Objekt - Denkmaltyp: Bauliche Anlage | weitere Fotos \| Fotos hochladen |
| 3086 Wikidata  | Kirchenstraße 4 (54° 22′ 22″ N, 10° 58′ 46″ O)      | Wohnhaus                                          | Alteintragung (Aktualisierung vorgesehen) - Begründung: geschichtlich, städtebaulich - Schutzumfang: gesamtes Objekt - Denkmaltyp: Bauliche Anlage | weitere Fotos \| Fotos hochladen |
| 2661 Wikidata  | Kirchenstraße 5 (54° 22′ 22″ N, 10° 58′ 50″ O)      | Stadtkirche mit Ausstattung                       | Stadtkirche mit Ausstattung; Mitte 13. Jahrhundert – 20. Jahrhundert; Ev. Kirche, ehem. St. Nikolaus, gotische Stufenhalle aus Backstein mit drei Schiffen von drei Jochen Länge mit frühgotischem Kastenchor und Westturm mit Treppengiebeln und Satteldach, durchgreifende Restaurierung 1862/63 von J. F. Holm, gotische bis neugotische Ausstattung - Begründung: geschichtlich, künstlerisch, städtebaulich - Schutzumfang: gesamtes Objekt - Denkmaltyp: Bauliche Anlage, Sachgesamtheit: Stadtkirche Heiligenhafen                                         | weitere Fotos \| Fotos hochladen |
| 55510          | Kirchhofstraße 11 (54° 22′ 9″ N, 10° 58′ 33″ O)     | Kath. Kirche St. Ansgar                           | Kath. Kirche St. Ansgar; 1955/56; Architekt Georg Lippsmeier; Basilika mit geradem Chorabschluss als Beton-Gelenkbinder-Konstruktion, ausgemauert mit rotem Backstein mit eingezogenem Turm über dem Portalvorbau - Schutzumfang: Kath. Kirche St. Ansgar - Begründung: Geschichtlich, Künstlerisch | BW                               |
| 35168          | Markt 2 (54° 22′ 20″ N, 10° 58′ 41″ O)              | Wohnhaus                                          | Wohnhaus; Ende 19. Jahrhundert; eingeschossiges, giebelständiges Backsteinhaus des Historismus mit Schweifgiebel, Satteldach - Begründung: geschichtlich, städtebaulich - Schutzumfang: gesamtes Objekt - Denkmaltyp: Bauliche Anlage | BW                               |
| 3087 Wikidata  | Markt 4 (54° 22′ 21″ N, 10° 58′ 39″ O)              | Rathaus                                           | Alteintragung (Aktualisierung vorgesehen) - Begründung: geschichtlich, städtebaulich - Schutzumfang: gesamtes Objekt - Denkmaltyp: Bauliche Anlage | weitere Fotos \| Fotos hochladen |
| 316 Wikidata   | Markt 11 (54° 22′ 22″ N, 10° 58′ 43″ O)             | Gasthaus                                          | Alteintragung (Aktualisierung vorgesehen) - Begründung: geschichtlich, städtebaulich - Schutzumfang: gesamtes Äußeres - Denkmaltyp: Bauliche Anlage | weitere Fotos \| Fotos hochladen |
| 35173 Wikidata | Mühlenstraße 12 – 14 (54° 22′ 19″ N, 10° 58′ 43″ O) | Wohnhaus                                          | Backsteinbau mit Halbwalmdach, im späten 19. Jh. nach Norden erweitert, Sohlbankgesimse und geputzte Türrahmungen - Begründung: geschichtlich, städtebaulich - Schutzumfang: gesamtes Objekt - Denkmaltyp: Bauliche Anlage | BW                               |
| 35179 Wikidata | Mühlenstraße 22 (54° 22′ 16″ N, 10° 58′ 37″ O)      | Wohnhaus                                          | Wohnhaus; 2. Hälfte 19. Jh.; eingeschossiger traufständiger Backsteinbau mit Satteldach und zweigeschossigem Eingangsrisalit mit Dreiecksgiebel - Begründung: geschichtlich, städtebaulich - Schutzumfang: gesamtes Objekt - Denkmaltyp: Bauliche Anlage | BW                               |
| 3088 Wikidata  | Mühlenstraße 25 - 27 (54° 22′ 16″ N, 10° 58′ 38″ O) | Wohnhaus                                          | Fachwerkgiebelhaus mit Anbau (ehem. Nebengebäude); wohl Ende 18. Jh.; eingeschossiges Wohngebäude mit Schopfwalmdach und breiten Zwerchhäusern auf beiden Traufseiten, nach Norden gerichteter Fachwerkgiebel, die anderen Wände massiv ersetzt und verputzt, der Anbau 1977 umgestaltet und ebenfalls mit Fachwerkgiebel versehen - Begründung: geschichtlich, städtebaulich - Schutzumfang: gesamtes Äußeres, - Denkmaltyp: Bauliche Anlage | Fotos hochladen                  |
| 3089 Wikidata  | Mühlenstraße 29 (54° 22′ 15″ N, 10° 58′ 38″ O)      | Wohnhaus                                          | Alteintragung (Aktualisierung vorgesehen) - Begründung: geschichtlich, städtebaulich - Schutzumfang: gesamtes Objekt - Denkmaltyp: Bauliche Anlage | Fotos hochladen                  |
| 33829          | Niobestraße 17 (54° 22′ 28″ N, 10° 57′ 51″ O)       | Wohnhaus                                          | Wohnhaus; zweite Hälfte der 1930er Jahre; eingeschossiger Backsteinbau des Historismus über Bruchsteinsockel, Walmdach - Begründung: geschichtlich, städtebaulich - Schutzumfang: gesamtes Objekt - Denkmaltyp: Bauliche Anlage, Sachgesamtheit: ehem. Luftwaffenkaserne | BW                               |
| 50972          | Schlamerstraße (54° 22′ 24″ N, 10° 58′ 41″ O)       | Straßenpflaster                                   | Straßenpflaster; Straßenbild prägende Pflasterung aus GranitGroßpflaster auf der Fahrbahn und Lesesteinpflasterung der Gehwege - Begründung: geschichtlich, städtebaulich - Schutzumfang: Straßenpflaster, - Denkmaltyp: Bauliche Anlage | BW                               |
| 31271          | Stadtpark (54° 22′ 21″ N, 10° 58′ 22″ O)            | Ehrenmal für die Gefallenen beider Weltkriege     | Ehrenmal für die Gefallenen beider Weltkriege; 1924/25, Bildhauer Karl Friedrich Langfeldt, nach 1954 ergänzt; aus Feldsteinen gemauerte Stele mit Inschriften und Reliefs - Begründung: geschichtlich, städtebaulich - Schutzumfang: gesamtes Objekt - Denkmaltyp: Bauliche Anlage | BW                               |
| 37413 Wikidata | Sundweg 2 a (54° 22′ 14″ N, 10° 59′ 15″ O)          | Wohnhaus                                          | Wohnhaus; 1929; eingeschossiger Rotsteinbau mit expressionistischen Gestaltungselementen, Mansarddach mit Schopf, dreiachsiges Zwerchhaus mit Stufengiebel - Begründung: geschichtlich, künstlerisch, städtebaulich - Schutzumfang: gesamtes Objekt - Denkmaltyp: Bauliche Anlage | BW                               |
| 10628          | Thulboden 11 a (54° 22′ 21″ N, 10° 58′ 52″ O)       | ehem. Sparkasse (Heimatmuseum)                    | ehem. Sparkasse (Heimatmuseum); 1904; ein- bis zweigeschossiger Putzbau mit backsteinsichtigen Gliederungselementen, Risaliten mit Schweifgiebeln, einem oktogonalen Treppenturm an der Südwestecke, Walmdach mit Biberschwanzziegeln in Kronendeckung - Begründung: geschichtlich, städtebaulich - Schutzumfang: gesamtes Objekt - Denkmaltyp: Bauliche Anlage, Mehrheit von baulichen Anlagen: Baugruppe Thulboden 11-11a | Fotos hochladen                  |
| 3090 Wikidata  | Thulboden 19 (54° 22′ 20″ N, 10° 58′ 58″ O)         | Wohnhaus                                          | Wohnhaus; Ende 18. Jahrhundert, Anbau letztes Drittel 19. Jahrhundert; Backsteinbau mit eingeschossigem Giebelhaus des Spätbarock mit Schweifgiebel vor Mansarddach und neoklassizistischem zweistöckigem traufständigem Baukörper mit Satteldach - Begründung: geschichtlich, städtebaulich - Schutzumfang: gesamtes Objekt - Denkmaltyp: Bauliche Anlage, Mehrheit von baulichen Anlagen: Bürgerhäuser Thulboden 17-19 | Fotos hochladen                  |
| 3091 Wikidata  | Thulboden 60 (54° 22′ 18″ N, 10° 59′ 0″ O)          | Wohnhaus                                          | Wohnhaus; 2. Hälfte 18. Jh.; eingeschossiger Fachwerkbau mit vierachsigem Frontispiz, traufständig mit Mansardwalmdach, mit Wirtschaftsgebäude des späten 19. Jhs., 5 Hauslinden und straßenseitiger Pflasterung - Begründung: geschichtlich, künstlerisch, städtebaulich - Schutzumfang: Wohnhaus, Wirtschaftsgebäude, straßenseitige Pflasterung, fünf Hauslinden - Denkmaltyp: Bauliche Anlage | Fotos hochladen                  |
| 31275          | Thulboden 70 (54° 22′ 18″ N, 10° 59′ 6″ O)          | Wohnhaus                                          | Wohnhaus; um die Mitte 19. Jahrhundert; eingeschossiges Backsteintraufenhaus, Schopfwalmdach - Begründung: geschichtlich, städtebaulich - Schutzumfang: gesamtes Objekt - Denkmaltyp: Bauliche Anlage | BW                               |

## Gründenkmale
| Objekt-ID      | Lage                                           | Offizielle Bezeichnung      | Beschreibung | Bild            |
| -------------- | ---------------------------------------------- | --------------------------- | --- | --------------- |
| 21208 Wikidata | Kirchenstraße 5 (54° 22′ 22″ N, 10° 58′ 48″ O) | Kirchhof                    | Kirchhof; auf einer Terrasse des zur Ostsee abfallenden Geländes gelegener Kirchhof um die gotische Stadtkirche herum, durch eine Böschungsmauer aus Feldsteinen im Nordwesten abgestützt, von einem weitgehend erhaltenen Lindenkranz umgeben, Hauptzugänge stellen das backsteinerne Kirchhofstor des 18. Jahrhunderts und die Treppe von der Hafenstraße aus dar, auf dem Kirchhof diverse historische Grabmale und die Familiengruft Kock mit Obelisk - Begründung: geschichtlich, künstlerisch, städtebaulich - Schutzumfang: Kirchhof, Kirchhofstor, Grabmale bis 1870, Gruft Kock mit Obelisk, Lindenkranz, Feldsteinböschungsmauer, Treppe zum Kirchhof - Denkmaltyp: Gründenkmal, Sachgesamtheit: Stadtkirche Heiligenhafen | BW              |
| 46177          | Wilhelmsplatz (54° 22′ 18″ N, 10° 59′ 10″ O)   | Doppeleiche mit Gedenkstein | Doppeleiche mit Gedenkstein; gepflanzt wohl zum 50-jährigen Jubiläum der Schleswig-Holsteinischen Erhebung, Doppeleiche mit Granitfindling und Inschrift „Up ewig ungedeelt“, eingelassen ein Eisernes Kreuz mit dem Wappen Schleswig-Holsteins und der Jahreszahl der Erhebung 1848-1849 - Begründung: geschichtlich, städtebaulich - Schutzumfang: gesamtes Objekt - Denkmaltyp: Gründenkmal | Fotos hochladen |

## Abgegangene Baudenkmäler
| Objekt-ID | Lage                                             | Offizielle Bezeichnung | Beschreibung | Bild |
| --------- | ------------------------------------------------ | ---------------------- | --- | ---- |
| 35182     | Schlamerstraße 21 (54° 22′ 25″ N, 10° 58′ 40″ O) | Wohnhaus               | Wohnhaus; wohl Ende 18. Jahrhundert; Fachwerk-Giebelhaus mit Krüppelwalmdach. 2020 zusammen mit dem Nachbarhaus Nr. 23 zugunsten eines Ferienhauskomplexes abgerissen. - Begründung: geschichtlich, städtebaulich - Schutzumfang: gesamtes Objekt - Denkmaltyp: Bauliche Anlage | BW   |

## Quelle
- Liste der Kulturdenkmale in Schleswig-Holstein – Kreis Ostholstein (PDF)